# Bernstadt (Bade-Wurtemberg)
Pour les articles homonymes, voir Bernstadt.
Bernstadt est une commune de Bade-Wurtemberg (Allemagne), située dans l'arrondissement d'Alb-Danube, dans la région Donau-Iller, dans le district de Tübingen.